# .cz
.cz je národní doména nejvyššího řádu pro Česko. Byla zaregistrována v roce 1993, kdy byla Česká republika připojena k systému domén nejvyššího řádu (DNS) po rozpadu Československa. Před tímto datem byla používána Československá doména .cs. Správu domény .cz vykonává organizace CZ.NIC, která byla založena v roce 1998 jako nezisková organizace zodpovědná za administraci a rozvoj této domény. CZ.NIC se stará o registraci doménových jmen, technickou infrastrukturu a zajištění bezpečnosti internetového prostoru v České republice, zároveň poskytuje služby pro akreditované registrátory a majitele domén, včetně správy DNS serverů. Organizace se rovněž aktivně podílí na vývoji internetových standardů a podporuje iniciativy související s internetovou politikou a bezpečností.

## Správce domény
Systém doménových jmen (DNS) měl prostřednictvím organizace IANA na počátku 90. let na starost průkopník internetu Jon Postel, který vymyslel například samotné použití dvojpísmenných národních domén nejvyšší úrovně podle zkratek názvů jednotlivých států. Jelikož si příliš nepotrpěl na formální procesy, pokud znal osobně někoho z dané země, doménu na něj prostě delegoval. Správa domény .cs tak byla delegována na Jiřího Orsága z výpočetního centra VŠCHT, a rovněž jeho kolegy, zejména Pavla Rosendorfa a Jana Gruntoráda.
Po zániku Československa byla do systému DNS zanesena nová doména .cz, a to dne 13. ledna 1993. Správou této domény byli pověřeni stejní lidé jako v případě té československé, kteří ale již fungovali skrze soukromé firmy, zejména CoNET, později Internet CZ (poté EUnet Czechia atd.). Jelikož správa domény byla náročná a nevýdělečná činnost, v roce 1998 založila tato společnost spolu s 15 dalšími poskytovateli připojení působícími v České republice sdružení CZ.NIC, které bylo nadále správou domény pověřeno.
Vztah národní domény s vládou je upraven memorandem mezi CZ.NIC a Ministerstvem informatiky z roku 2006, kterým stát uznal působnost CZ.NIC na poli provozu a správy národní domény a provozu jmenných serverů. Pokud by však ze strany správce docházelo k porušování pravidel provozu domény může Ministerstvo po neuposlechnutí výzvy k nápravě přistoupit až k odebrání pověření ke správě národní domény, po kterém by se správcem stalo Ministerstvo. Po zániku Ministerstva informatiky jeho kompetence ve vztahu k CZ.NIC přešly na Ministerstvo průmyslu a obchodu.

### Registrace domén druhého řádu
Zájemce o registraci domény si musí nejprve vybrat některého z akreditovaných registrátorů, prostřednictvím něhož bude veškeré administrativní i finanční záležitosti řešit. Majitelem domény se může stát jakákoliv fyzická i právnická osoba bez omezení (tedy i ze zahraničí). Majitel však musí uvést svůj jednoznačný identifikační údaj (datum narození, číslo průkazu totožnosti, IČO) a souhlasit s pravidly registrace.
Za provoz domény .cz se standardně platí roční poplatek, samotné zřízení je zdarma. Velkoobchodní cena pro registrátory je 145 Kč bez DPH/rok. Doménu lze registrovat na 1–10 let a lze ji kdykoliv prodloužit o další roky. Uvedené podmínky se mohou u jednotlivých registrátorů mírně lišit. Platnost domény však nikdy nemůže překročit deset let.
K únoru 2007 bylo v .cz registrováno přes 380 000 domén. V lednu 2011 překonal počet registrovaných domén tři čtvrtě milionu. V listopadu 2012 byl překročen rovný 1 milion domén. V říjnu 2018 bylo registrováno přes 1 300 000 domén. V březnu 2024 překonal počet registrovaných domén 1 400 000.
V doméně .cz zatím nelze používat diakritiku.

### Autorizace změn udomény
CZ.NIC nestanovuje pevné autorizační mechanismy pro potvrzování změn u domén, každý registrátor však musí poskytnout alespoň jeden papírový způsob (např. podpis písemné žádosti o změnu ověřený notářem) a jeden elektronický způsob (potvrzený heslem, elektronickým podpisem apod.). U každé změny však musí registrátor na výzvu prokázat, že ji provedl na základě žádosti od oprávněné osoby majitele domény.
Jako volitelná pojistka proti neoprávněným či chybným změnám u domény slouží tzv. konfirmace, kdy přímo CZ.NIC ještě dodatečně vyzve majitele domény, aby požadované změny potvrdil.

### Akreditovaní registrátoři
Správce domény (CZ.NIC) nenabízí registraci jednotlivých domén přímo koncovým zájemcům. Ti si domény registrují prostřednictvím akreditovaných registrátorů, což jsou komerční subjekty nabízející služby registrace a správy domén svým zákazníkům. Tento model přináší konkurenční prostředí a variabilitu nabízených služeb (přidaná hodnota, dotování cen domén při využívání jiných služeb registrátora apod.).
Registrátorem se může stát právnická osoba se sídlem v některém z členských států Evropské unie či akreditovaný registrátor ICANN. Registrátorství se však vzhledem k některým poplatkům a nákladům na technický provoz vyplatí až od určitého počtu domén, proto registrátorů příliš mnoho není (v roce 2009 jich bylo 37, v roce 2022 bylo 44 registrátorů).
Na začátku září 2011 představil CZ.NIC projekt s názvem Certifikace registrátorů s cílem poskytnout zájemcům o domény základní přehled o úrovni služeb jednotlivých registrátorů a definovat ideální vlastnosti a funkce registračního systému a souvisejících služeb. V seznamu registrátorů tak teď mohou zájemci najít vedle návodů jak registrovat a symbolů mojeID, IPv6 a DNSSEC také hvězdičky ukazující, jak který registrátor v certifikaci uspěl.

### Expirace domény
Jestliže doména expiruje, tj. není prodloužena a její platnost vyprší, není hned zrušena a není dokonce ani deaktivována, nýbrž dalších třicet dní dále beze změny funguje. Poté je deaktivována (vyřazena z DNS serverů domény .cz) a po dalších patnácti dnech bez prodloužení je definitivně zrušena. Pokud se majitel rozhodne po expiraci domény provést změnu registrátora, musí současně provést i její prodloužení. Ostatní změny u domény nejsou omezeny.

## Autoritativní DNS servery pro domény .cz
```
a.ns.nic.cz
b.ns.nic.cz
c.ns.nic.cz
d.ns.nic.cz
f.ns.nic.cz

```

## IDN pro doménu.cz
V roce 2008 sdružení CZ.NIC spustilo webovou stránku háčkyčárky.cz, která měla informovat o možnosti IDN pro domény druhé a dalších úrovní v doméně.cz. Zavedení tohoto však nemá podporu veřejnosti, tak registrace IDN domén nebyla pro .cz započata.